# Sébastien Barc
Sébastien Barc, né le 14 juillet 1971 à Issy-les-Moulineaux, est un athlète handisport français.

## Carrière
Sébastien Barc participe à deux éditions des Jeux paralympiques. Aux Jeux paralympiques d'été de 2000 à Sydney, il est champion paralympique du 200 mètres T46, médaillé d'argent du relais 4x100 mètres T46  et médaillé de bronze du relais 4x400 mètres T46,. Aux Jeux paralympiques d'été de 2004 à Athènes, il est médaillé d'argent du 200 mètres T46 et du relais 4x100 mètres T42-T46  et médaillé de bronze 100 mètres T46 et du relais 4x400 mètres T46.
Aux Jeux olympiques d'été de 2024, il est porteur de la flamme olympique.